# Чужой (альбом)
Чужой — двенадцатый музыкальный альбом, записанный рок-группой «Пикник» в 2002 году. Согласно материалам книги «Пикник. 30 световых лет», диск состоит из пяти новых песен и пяти, написанных ранее, но не выходивших на предыдущих пластинках группы. В качестве названия альбома рассматривались варианты «Нигредо», «Дикие игры», но в итоге было решено остановиться на заголовке «Чужой».
Критик журналов Fuzz и Rolling Stone Russia Людмила Ребрина оценила альбом неоднозначно, упомянув как богатую музыкальную составляющую «Чужого», так и отсутствие какой-либо взаимосвязи или общей концепции песен, потерю свойственного «Пикнику» налёта мистицизма и на редкость безэмоциональный вокал Эдмунда Шклярского.
Песни «Осень» и «Герой» являются самыми старыми песнями альбома — обе были написаны в период 1985-86 годов и первоначально входили в магнитоальбом «Иероглиф», при этом последняя композиция имела несколько другой текст.

## Список композиций
| №   | Название                        | Длительность |
| --- | ------------------------------- | ------------ |
| 1.  | «Лихорадка»                     | 5:25         |
| 2.  | «Дикие игры»                    | 2:09         |
| 3.  | «Герой»                         | 3:45         |
| 4.  | «Нигредо»                       | 4:34         |
| 5.  | «А может быть, и не было меня»  | 5:47         |
| 6.  | «Здесь под жёлтым солнцем ламп» | 5:17         |
| 7.  | «Осень»                         | 4:14         |
| 8.  | «Бум (обретение смысла)»        | 3:59         |
| 9.  | «Великий Бог — Рубль»           | 3:25         |
| 10. | «Apokalips»                     | 2:46         |

## Участники записи
- Музыка и слова: Эдмунд Шклярский
- Фото: Алекс Федченко-Мацкевич, Игорь Колбасов
- Художественное оформление: Эдмунд Шклярский
- Мастеринг: Михаил Насонкин
- Исполнительный продюсер: Ю. Чернышевский
  - Bass – Святослав Образцов
  - Drums – Леонид Кирнос
  - Guitars, music, vocal, artwork – Эдмунд Шклярский
  - Keyboards – Сергей Воронин